# Alex Ferguson
Sir Alexander Chapman Ferguson (Govan, 1941. december 31. –) skót labdarúgócsatár, majd edző, 27 évig irányította a Manchester United csapatát. Az ott eltöltött ideje alatt vált az egyik legsikeresebb és legtiszteltebb edzővé a játék történetében. A Brit Birodalom Rendje lovagparancsnoki osztályának birtokosa (Knight Bachelor). 2023-ban beiktatták a Premier League Hírességek Csarnokába.
Ferguson az East Stirlingshire és a St. Mirren menedzsere volt, mielőtt eléggé sikeres időszakot töltött volna el az Aberdeennél. Miután Jock Stein halálát követően rövid ideig edzette a skót labdarúgó-válogatottat, 1986 novemberében nevezték ki a Manchester United élére.
Ferguson volt a Manchester United legtovább hivatalban lévő edzője, 2010. december 19-én döntötte meg Sir Matt Busby rekordját, több mint 26 és fél évet töltött a klub menedzsereként. Rengeteg díjat nyert, több rekordot tart, például ő nyerte meg legtöbbször a Premier League Év edzője díjat. 2008-ban ő lett a harmadik brit edző, aki egynél többször nyerte meg az Európa-kupát. Az 1999-es születésnapi díjak gáláján a játékért tett szolgálataiért a királynő lovaggá ütötte.
2013. május 8-án Ferguson bejelentette visszavonulását. 26 manchesteri éve alatt 38 trófeát nyert, ebből 13 Premier League- és 2 UEFA-bajnokok ligája-győzelem.

## A kezdetek
Alexander Beaton Ferguson, egy galvanizáló munkás segítője a hajóépítési iparban és felesége, Elizabeth fiaként, Alex Ferguson nagymamája Shieldhall Road-i házában, Govanban született 1941. december 31-én, egy bérleményben nőtt fel a Govan Road 667 szám alatt szüleivel és öccsével, Martinnal.
A Broomloan Road Általános Iskola, majd később a Govan Középiskola tanulója volt, a Rangersnek szurkolt.

## Játékosként
Ferguson játékoskarrierje amatőrként kezdődött a Queen’s Parknál, ahol 16 évesen csatárként játszott. Első meccsét rémálomként jellemezte, ő lőtte a Queen’s Park gólját, 2–1-re kaptak ki a Stranraertől. Legemlékezetesebb meccse a csapatban a Queen of the Southtól 1959 Boxing Dayjén, a korábbi angol válogatott Ivor Broadis négy gólt lőtt. A Queen’s Park egyetlen gólját Ferguson lőtte.
Habár a klub színeiben 31 meccsen 20 gólt lőtt, nem lett alapember, 1960-ban a St. Johnstoneba igazolt. Habár itt is folytatta a gólgyártást, továbbra sem sikerült helyet kiharcolnia magának a kezdőben, tovább szeretett volna igazolni. Ferguson Kanadába akart emigrálni, azonban a St. Johnstone menedzsere a Rangers elleni meccsre nem talált csatárt, így neki kellett beugrania, a meglepetésgyőzelemből mesterhármassal vette ki a részét. 1964. nyarán a Dunfermline szerződtette, ahol teljesen profi labdarúgó vált belőle.
A következő szezonban (1964–65) a Dunfermline végig versenyben volt a bajnoki címért, a kupadöntőbe is bejutott, de Ferguson a St. Johnstone elleni bajnokin mutatott gyenge teljesítménye miatt ott nem játszhatott. A Dunfermline 3–2-re kikapott a Celtictől, majd a bajnokságot is elvesztette egy ponttal. Az 1965–66-os szezonban Ferguson 51 meccsen 45 gólt lőtt. A celtices Joe McBride társaságában 31 góllal a Scottish League gólkirálya lett.
65 000 fontért igazolt a Rangersbe, ez új átigazolási rekord volt két skót klub közt. Egy gólért hibáztatható volt, amit az 1968–1969-es skót labdarúgókupa döntőjében kaptak, a meccsen a Celtic csapatkapitányát, Billy McNeillt kellett volna fognia, hamarosan a juniorcsapathoz száműzték. Őt és testvérét annyira feldúlta a vereség, hogy eldobták ezüstérmüket. Voltak, akik azt állították, hogy a katolikus Cathy Holdinggal való házassága miatt részesült a klubnál negatív diszkriminációban, de Ferguson önéletrajzában tisztázta, hogy amikor csatlakozott a klubhoz, tudtak felesége vallásáról és a kupadöntőben elkövetett hibája miatt volt minden.
A következő októberben a Nottingham Forest szerződtette volna, de felesége nem szeretett volna Angliába költözni, így a Falkirket választotta. Itt eredetileg játékosedző volt, de mikor John Prentice lett a menedzser, az edzői jogokat elvette Fergusontól. A csatár válaszul eladását kérte, az Ayr Unitedbe igazolt, ahol 1974-ben befejezte játékos-pályafutását.

## Edzői pályafutásának kezdete

### East Stirlingshire
1974 júniusában, 32 évesen az East Stirlingshire menedzsere lett. A részmunkaidős állásért havonta 40 fontot kapott, a klubnak nem volt kapusa. Fegyelmezésével szerzett hírnevet, mint a klub csatára, Bobby McCulley később mondta: "Soha nem féltem senkitől, de Ferguson a kezdetektől egy ijesztő szemét volt."
A következő októberben a St. Mirren szerette volna megszerezni. Habár az East Stirlingshire alatt voltak a ligában, nagyobb klub volt, bár Ferguson némi lojalitást érzett East Stirlingshire iránt, Jock Stein tanácsára aláírt a St. Mirrenhez.

### St. Mirren
Ferguson 1974 és 1978 közt volt a St. Mirren menedzsere, hihetetlen átalakítást hajtott végre, kezdetben mindössze 1000 néző járt ki a meccsekre, a harmadosztály alsó régióiból az 1977-es másodosztály megnyeréséig vezette a csapatot, felfedezett olyan tehetségeket, mint Billy Stark, Tony Fitzpatrick, Lex Richardson, Frank McGarvey, Bobby Reid és Peter Weir, mindeközben csodálatos támadófocit játszottak. Az átlagéletkor 19 év volt, a csapatkapitány Fitzpatrick is mindössze 20.
A St. Mirren az egyetlen klub, aki valaha kirúgta Fergusont. Az edző jogellenes felmondás miatt egy törvényszékhez vonult, de kérelmét elutasították, a fellebbezésre sem adtak lehetőséget. Billy Adams 1999. május 30-i Sunday Heraldbeli cikkéből kiderül, az hivatalos verzió szerint Fergusont különböző szerződésszegésekért, beleértve jogtalan kifizetéseket a játékosoknak, menesztették. Azzal is vádolták, hogy megfélemlítette a titkárt, mert az edző a játékosoknak bizonyos juttatásokat adómentesen szeretett volna kifizetni. Nem beszélt vele 6 hétig, elkobozták a kulcsát, mindössze egy 17 éves asszisztensen keresztül kommunikált. A bíróság megállapította, Ferguson "különösen kicsinyes" és "éretlen" volt. A St. Mirren elnöke, Willie Todd kijelentette, Fergusonnak "nincs menedzseri képessége".
2008. május 31-én a The Guardian interjút közölt a korábban Fergusont kirúgó 87 éves Toddal. Az üzletember elmondta, a menesztés legfőbb oka az volt, hogy a skót szakember már megegyezett az Aberdeennel. Ferguson elmondta a Daily Mirror újságírójának, Jim Rodgernek, legalább egy játékost magával vitt volna. A St. Mirren stábja tudott távozási szándékáról. Todd sajnálatát fejezte ki a történtek miatt, de hibáztatta az Aberdeent, hogy nem akarták megvitatni az ügyet.
1977-ben Ferguson mégsem kapta meg az Aberdeen menedzsere, a posztot Billy McNeill kapta, aki egy év múlva visszaért a Celtichez, így Ferguson megkaphatta a szerepet.

## Aberdeen

### A kései 1970-es évek
Ferguson 1978-ban lett az Aberdeennél Billy McNeill utódja, aki csak egy szezonon keresztül edzette a csapatot, mielőtt elfogadta a Celtic ajánlatát. Habár az Aberdeen Skócia egyik legrégebbi klubja volt, csak egyszer nyerték meg a bajnokságot, 1955-ben, Dave Halliday edzősködése alatt. A csapat december óta nem kapott ki, ezüstérmes lett. Ferguson már négy éve edzősködött, de még így is idősebb volt jó pár játékosa, nem is sikerült mindegyikük bizalmát megnyernie, így például Joe Harperét sem. A szezon nem volt különösen sikeres, a kupában az elődöntőig jutottak. a Ligakupa-döntőt elvesztették és negyedikek lettek a bajnokságban.
Az Aberdeen az 1979–80-as Ligakupa-döntőt is elvesztette a Dundee United ellen, újrajátszás után. Ferguson felvállalta a felelősséget, a csapaton nem változtatott.

### 1980-as évek és az ezüstkorszak
Az Aberdeen rosszul kezdte az 1979–80-as szezont, de az új évben drámaian feljavult a formájuk, az utolsó fordulóban aratott 5–0-s sikerrel megnyerték a bajnokságot. 15 év óta ez volt az első alkalom, hogy nem a Rangers vagy a Celtic nyert. Ferguson már élvezte a játékosok tiszteletét, később így beszélt róla: "Ez a győzelem egyesített minket. A játékosok végre hittek bennem".
Még mindig szigorú, fegyelmező volt, játékosai a Furious Fergie (=Dühös Fergie) becsnevet akasztották rá. Egyszer megbüntette egyik játékosát, John Hewitt-tet, mert az megelőzte a szakembert egy közúton, egy rosszul sikerült félidő után egy szamovárt rúgott játékosai felé. Nem volt elégedett az Aberdeen-meccsek hangulatával és direkt "ostromhangulatot" hozott létre játékosai motiválására - legalábbis a glasgowi csapatokkal elfogult média szerint. A csapat az 1982-es kupa megnyerésével folytatta diadalmenetét. Ferguson elfogadta a Wolverhampton Wanderers menedzseri állását, de visszamondta, miután megérezte a Farkasok gondjait és "aberdeeni ambícióit még nem teljesítette teljesen".

### Európai siker
Ferguson a következő szezonban (1982–83) története legnagyobb sikeréig vezette az Aberdeent. Az előző szezonbeli kupagyőzelem jogán indulhattak a Kupagyőztesek Európa-kupájában, lenyűgöző teljesítménnyel ejtették ki a Bayern Münchent, a németek az előző körben 4–1-gyel verték ki a Tottenham Hotspurt. Willie Miller szerint ekkor hitték el, megnyerhetik a sorozatot, ami meg is történt, az 1983. május 11-i döntőben 2–1-re verték a Real Madridot. Az Aberdeen mindössze a harmadik európai kupát nyerő skót csapat lett, Ferguson ekkor érezte, "életében valami érdemeset is csinált". 1983 decemberében az UEFA-szuperkupa döntőjében a Bajnokcsapatok Európa-kupája-győztes Hamburgot két meccs után 2–0-ra verték. Az Aberdeen a bajnokságban is jól szerepelt, a Skót Kupát a Rangers 1–0-s legyőzésével hódították el, de Ferguson nem volt elégedett csapata játékával, a meccs utáni televíziós interjúban "gyalázatos teljesítményként" értékelt, kijelentését később megbánta.
Az 1983–84-es szezont rosszul kezdték, azonban formájuk egyre javult, végül megnyerték a bajnokságot és a kupát is. Ferguson felkerült A Brit Birodalom Rendje (OBE) 1984-es díjazási listájára, a Rangers és az Arsenal is felajánlotta a menedzseri székét a szezon során. Az Aberdeen az 1984–85-ös szezonban megvédte címét, az 1985–86-os szezon felemásra sikerült, a bajnokság 4. helyén végeztek, de megnyerték mindkét hazai kupát. Fergusont 1986 elején a klubvezetőség megerősítette állásában, de áprilisban Dick Donald elnöknek elmondta, a szezon végén távozik.
Ferguson ezután az 1986-os világbajnokságra kijutó skót labdarúgó-válogatott edzői stábjának tagja lett, de Jock Stein szövetségi kapitány 1985. szeptember 10-én összeesett és meghalt – a meccs végén, amin Skócia kiharcolta az Ausztrália elleni pótselejtező jogát. Ferguson azonnal elvállalta az ausztrálok elleni meccseket, majd a világbajnokságot. Archie Knox, korábbi aberdeeni segédedzője lett az asszisztense. Miután a világbajnokság csoportkörében kiestek, 1986. június 15-én lemondott posztjáról.
Ekkoriban megkereste a Tottenham Hotspur, hogy elfoglalja a Peter Shreeves helyét, de a munkát végül a Luton Town menedzsere, David Pleat kapta meg. Az Arsenal is szerződtette volna Don Howe helyére, de végül a szintén skót George Graham kapta meg a posztot. Pletykáltak arról is, hogy Ron Atkinson helyét veszi át a Manchester Unitednél, aki végül csak a negyedik helyig vezette a vörös ördögöket, pedig 10-meccses győzelmi sorozatuk alatt a végső siker elkerülhetetlennek tűnt.
Nem ez volt az első alkalom, amikor angol klubokról pletykáltak vele kapcsolatban. 1982 februárjában a Wolverhampton Wanderers szemelte ki John Barnwell pótlására, mivel kiestek a First Divisionból. Ezt az ajánlatot visszautasította, mert aggódott a klub pénzügyi stabilitása miatt, ekkoriban majdnem 2 millió font adósságuk volt, a csőd szélén táncoltak. Az 1984–85-ös szezon végén felmerült, a Liverpoolnál a visszavonuló Joe Fagan utódja lehet, de ezt a pozíciót a klub korábbi csatára, Kenny Dalglish kapta meg.
Habár Ferguson nyáron az Aberdeennél maradt, Atkinson 1986. novemberi kirúgása után csatlakozott a Unitedhez.

## Manchester United

### Kinevezése és első évei
Fergusont 1986. november 6-án nevezték ki menedzserré. Kezdetben félt tőle, hogy néhány játékosa, mint például Norman Whiteside, Paul McGrath és Bryan Robson túl sokat iszik és "depressziós lett" a játékosok állapotától, de a Unitedet a tabella utolsó előtti, 21. helyéről a 11.-re vezette.
November 8-án első meccsén 2–0-ra kapott ki az Oxford Unitedtől, hét nappal később gól nélküli döntetlent játszott az újonc Norwich City ellen, majd november 22-én megszületett első győzelme is, 1–0-ra verték otthon a QPR-t. Az eredmények feljavították a szezont, csak ők verték meg idegenben az ősi rivális, címvédő Liverpoolt, a december 26-i győzelem egyértelművé tette, a manchesteri csapattal számolni kell. 1987 egy Newcastle United elleni 4–1-es sikerrel kezdődött, a szezon második felében a United csak néha kapott ki, végül a 11. helyen végeztek. Ferguson segítője az őt az Aberdeennél is segítő Archie Knox lett.
Az 1987–88-as szezonban Ferguson angol kluboktól igazolt, így érkezett a klubhoz például Steve Bruce, Viv Anderson, Brian McClair és Jim Leighton. Az új emberek nagy löketet adtak a Unitednek, végül kilenc ponttal a Liverpool mögött ezüstérmesek lettek. Azonban a hátrányuk a szezon legnagyobb részében kétszámjegyű volt, mindössze 5 meccsen kaptak ki, azonban 12 meccsen játszottak döntetlent, világos volt, hosszú utat kell még megtenni, míg igazi harcban lehetnek északnyugati ellenfelükkel.
A United nagy reményekkel várta a két év után a Barcelonától visszatérő Mark Hughest, de az 1988–89-es szezon csalódás volt, mindössze 11. helyen végeztek, a FA-kupából a hatodik fordulóban búcsúztak. A szezont rosszul kezdték, október-novemberben egy 9 meccses nyeretlenségi sorozatuk is volt (nyolc vereség és egy döntetlen), de további jó eredményeik a harmadik helyig repítették a klubot, február közepén a bajnoki címért is harcban álltak. Azonban a szezon utolsó negyede nem sikerült jól és visszaestek a tabellán.
A szezon során barátságos meccset játszottak a bermudai labdarúgó-válogatottal és a Somerset County Cricket Clubbal a bermundaiak angol túrája keretében. A Somerset elleni meccsen maga Ferguson és asszisztense, Archie Knox is pályára lépett, utóbbi nem kapott gólt. Ez volt Ferguson egyetlen meccse a United első csapatában.
Az 1989–90-es szezonra nagy összegekért erősítette meg a keretet, az általa szerződtetett középpályások Neil Webb, Mike Phelan és Paul Ince voltak, de érkezett a védő Gary Pallister és a szélső Danny Wallace is. A szezont a címvédő Arsenal 4–1-es legyőzésével indult, de a forma hamarosan hanyatlani kezdett. Szeptemberben 5–1-re elverte őket a városi rivális Manchester City. Ezután és nyolc meccsen hat vereség és két döntetlen után egy molinó hirdette az Old Trafford felett: "Három év kifogás és még mindig sz*r ... ta-ra Fergie", sok szurkoló és újságíró Ferguson távozását követelte. Ferguson 1989. decemberét később "a legsötétebb időszaknak, amit valaha megélt a játékban" nevezte, a United az évtizedet épphogy a kiesőzóna felett zárta.
Ferguson később elárulta, az igazgatóság egyáltalán nem akarta meneszteni. Bár csalódottak voltak a bajnokság kudarcai miatt, megértették az okokat (elsősorban a rengeteg sérült), üdvözölték az irányt, ahogy Ferguson átszervezte a klub edzői és felderítői rendszerét.
Hét nyeretlen meccs után a United nyert az FA-kupa 3. körében a Nottingham Forest ellen. A Forest jól teljesített a szezonban, esélyesek voltak a címvédésre a Ligakupában, várható volt, ha a United kikap, Fergusont kirúgják, de Mark Robins góljával 1–0-ra nyertek, majd később a döntőbe is bejutottak. Ezt a kupagyőzelmet gyakran emlegetik, mint Ferguson Old Traffordi karrierje megmentőjét, mert ezután állása már sosem forgott veszélyben. A döntőben a Crystal Palacet a 3–3-mal végződött meccs újrajátszásán 1–0-ra verték, ezzel Ferguson első trófeáját nyerte a United vezetőedzőjeként. Az első meccsen főleg a kapus Jim Leighton játszott rosszul, így Fergusonnak le kellett cserélnie korábbi aberdeeni játékosát Les Sealeyre.

### Az első bajnoki cím
Habár a csapat formája az 1990–91-es szezonra jelentősen javult, de még mindig következetetlenek voltak, hatodikak lettek. Néhányszor nagyszerű teljesítményt nyújtottak, mint amikor a Highburyben 6–2-re verték az Arsenalt, de olyan eredményeik is voltak, mint amikor a szezon elején 2–1-re kaptak ki az újonc Sunderland, szeptemberben a Liverpool 4–0-ra verte őket az Anfielden, kora márciusban az Everton verte őket 2–0-ra otthon, ezen a meccsen mutatkozott be a 17 éves tehetség, Ryan Giggs.
Habár az előző szezonban megnyerték a kupát, Fergusonnak sem sikerült az, ami a Busbyt követő egyik menedzsernek sem – megnyerni a bajnokságot. A Ligakupa-döntőben 1–0-ra kaptak ki a Sheffield Wednesdaytől. Bejutottak a Kupagyőztesek Európa-kupája-döntőbe is, a szezonban spanyol bajnok Barcelonát 2–1-re verték. A meccs után Ferguson megfogadta, jövőre bajnokok lesznek, úgy tűnt, öt év után sikerült a szkeptikusokat maga mellé állítania.
Az 1991-es szezon előtt Ferguson segítője, Archie Knox Walter Smith segítője lett a Glasgow Rangersnél, helyét az ifjúsági edző Brian Kidd vette át. Két nagy igazolást is végrehajtott – érkezett a kapus Peter Schmeichel és a védő Paul Parker. Nagy volt a várakozás a fiatal Ryan Giggsszel szemben, aki az 1990–91-es szezonban 2 meccsen 1 gólt lőtt, a szintén fiatal Lee Sharpe meggyőzte Fergusont, nem kell új játékost igazolnia a várakozásoknak nem megfelelő balszélső Danny Wallace helyére. Szerződtette az ukrán Andrej Kancselszkiszt is a bal szélre, új alternatívát kínálva az idős Mike Phelan - Bryan Robson párosra.
Az 1991–92-es szezonban sem sikerült megfelelni az elvárásoknak, Ferguson szerint "a média úgy éreztette, hogy [ő] is hozzájárult a kudarcokhoz". A United megnyerte a Ligakupát és az Európai Szuperkupát, de a rivális Leends United megelőzte őket a bajnokságban, pedig a szezon nagy részében a manchesteri csapat vezette a tabellát. A szezon második felében a gólok hiánya és a gyenge második félidők okoztak problémát. Ferguson érezve felelősségét, szerződtette Mick Harfordot a Luton Towntól, a csapattól "extra teljesítményt" kért a jövő évi bajnoki címért.
Az 1992-es nyári szünetben Ferguson új csatárra vadászott. Elsőnek Alan Shearert szerződtette volna a Southamptontól, de a játékos a Blackburn Roversbe igazolt. Legalább egyszer közelített a Sheffield Wednesday csatárához, David Hirsthez, de a menedzser, Trevor Francis elutasított minden ajánlatot. Végül 1 millió fontért szerződtette a Cambridge United 23 éves csatárát, Dion Dublint – ez volt egyetlen komoly nyári igazolása.
Az 1992–93-as szezont álmosan kezdték (november elején a 22 csapatos bajnokság 10. helyén álltak), úgy tűnt, a United megint nem képes megnyerni az immár Premier Leaguenek hívott bajnokságot. Azonban miután érkezett a Leeds United francia csatára, Éric Cantona 1.2 millió fontért, nemcsak a United, hanem Ferguson menedzseri munkájának jövője is szebbé vált. Cantona erős csatárpárost alkotott Mark Hugheszal, a tabella élére lőtte a klubot, véget vetett a United 26 éves bajnoki cím-mentes időszakának, a Premier League első bajnokcsapata lett. Végül 10 pont előnnyel nyertek az Aston Villa, akiknek az 1–0-s oldhami vereségük biztosította be a bajnoki címet 1993. május 2-án. A League Managers’ Association Fergusont díjazta a Szezon Menedzsere címmel.

### 1993–95: Dupla siker és vereség
Az 1993–94-es szezon több sikert hozott. Ferguson szerződtette a Nottingham Forest 22 éves középpályását, Roy Keane-t brit rekordnak számító 3,75 millió fontért, hogy hosszú távon helyettesítse a visszavonuló Bryan Robsont.
Az 1993–94-es szezon elejétől a végéig vezették a tabellát.
Ferguson volt a Premier League hónap edzője díj első győztese, az 1993–94-es szezon elején, augusztusban gyűjtötte be az elismerést.
Cantona minden sorozatot együttvéve házi gólkirály lett 25 góllal, de 1994 márciusában öt napon belül kétszer állították ki. Bejutottak a Ligakupa döntőjébe is, de 3–1-re kikaptak a Ferguson elődje, Ron Atkinson által edzett Aston Villától. A FA-kupa-döntőben csodás teljesítménnyel 4–0-ra verték a Chelseat, ez volt Ferguson második bajnokság-kupa duplája, ezelőtt az Aberdeennel sikerült ez az 1984–85-ös szezonban, akkor is kikapott a Ligakupa döntőjében, így nem sikerült megismételni az 1983-as triplát.
A szezonközben mindössze egy igazolást hajtott végre, a Blackburn Roversnek 1,2 millió fontot fizettek David Mayért. Újságcikkek szerint Ferguson szerződtette volna a Norwich City tehetséges 21 éves csatárát, Chris Suttont is, de ő a Blackburnt választotta.
Az 1994–95-ös szezon nehezebb volt. Cantona bántalmazott egy Crystal Palace-szurkolót csapata Selhurst Parki meccsén, úgy tűnt, elhagyja az angol labdarúgást. A francia játékost nyolc hónapra tiltották el, így a szezon utolsó négy hónapját ki kellett hagynia. 14 napos börtönre is ítélték, de ezt később ejtették és helyette 120 napos közmunkát kapott. A pozitív oldalon például az állt, hogy brit rekordösszeget, 7 millió fontot fizettek a Newcastle vérbeli csatáráért, Andy Coleért, kiegészülve a fiatal szélsővel, Keith Gillespievel. A szezonban tört be a fiatal játékosok közül Gary Neville, Nicky Butt és Paul Scholes, akik még sokáig meghatározták a Manchester United arculatát, a klub elveszthette sztárjait, ők az állandóságot képviselték.
A bajnokság utolsó fordulójában 1–1-et játszottak a West Ham United ellen, a trófea elnyeréséhez győzniük kellett volna. Az FA-kupa döntőjét 1–0-ra elvesztették az Everton ellen.

### 1995–98
Fergusont erősen kritizálták 1995 nyarán, amikor elengedte a sztárjátékosokat, de nem gondoskodott pótlásukról. Először Paul Ince szerződött az olasz Internazionaléba 7,5 millió fontért, a régóta szolgáló Mark Hughes hirtelen a Chelseahez került 1,5 millióért, Andrej Kancselszkiszt az Evertonnak adták el.
Ferguson a Tottenham Hotspur szélsőjét, Darren Andertont szerződtette volna, de a játékos új szerződést írt alá az észak-londoni csapattal. Ezután a holland Marc Overmarst nézte ki magának, de az Ajaxszal UEFA-bajnokok ligája-győztes játékos súlyos térdsérülést szenvedett, hónapokra kidőlt. A média a Juventustól távozó olasz csatárt, Roberto Baggiót is ajánlotta, de a játékos maradt hazájában, az AC Milanban.
Ferguson úgy érezte, sok fiatal már megérett az első csapatba kerülésre. A "Fergie-fiókák" néven elhíresült játékosok, például Gary Neville, Phil Neville, David Beckham, Paul Scholes és Nicky Butt, a csapat fontos tagjai lettek. Az 1995–96-os szezon így nagy igazolás nélkül indult, míg az Arsenal, a Liverpool és Newcastle United megtöltötték átigazolásaikkal a szalagcímeket.
A fiatalokkal megtűzdelt United 3–1-re kikapott az 1995–96-os szezon első meccsén az Aston Villától. A Match of the Day szakértője, Alan Hansen kritizálta a teljesítményüket, elemzését a következő szavakkal fejezte be: "Gyerekekkel semmit sem lehet nyerni". A United megnyerte következő 5 meccsét, Cantona visszatérése külön lendületet adott nekik, a francia csatár 1995 októberében a Liverpool ellen játszhatott újra. A szezon nagy részében a tabella élén álló Newcastle-t üldözték, karácsonykor 10 ponttal voltak lemaradva, a december 27-i győzelmük után ez 7 pontra csökkent. A különbség később 12 pontra nőtt, de győzelmek sorozatával, a Newcastle pontvesztéseivel márciusban a United állt a tabella élére. A Leeds United elleni áprilisi, keményen kiharcolt győzelem után Ferguson szidta az ellenfelet, hogy "megcsalják" edzőjüket:

Mondtam magamnak, ezek a srácok bajba sodorják saját edzőjüket, miután láttuk, hogyan játszottak ellenünk, csak azt mondhatom, megcsalják edzőjüket. Azt gondolod, néhányuknak fontosabb egy listavezető Manchester United elleni győzelem, mint bármi más. Ez szánalmas. Nem is csoda, ha az edzőt kirúgják. Ha Newcastle-be mennek, várj, meglátod a különbséget. Érdekes lesz.

 Miután a Newcastle megverte a Leedset, a Szarkák menedzsere, Kevin Keegan a televízióban fakadt ki, mérgesen reagált Ferguson szavaira: "Még mindig harcban vagyunk a címért, nekik még kell Middlesbroughba menni ... Szeretném, ha legyőznénk őket, nagyon szeretném." A Middlesbrough ellen az utolsó fordulóban aratott győzelemmel bebiztosította a bajnoki címet, ráadásul a kupát is megnyerték, a döntőben: Liverpool–Manchester United 0–1; három éven belül ez volt a második duplájuk. Egy héttel a kupadöntő után Ferguson újabb négyéves megállapodást írt alá a Manchester Uniteddel.
Az 1996–97-es szezonban öt éven belül már a 4. bajnoki címüket szerezték meg, ezt egyszerűsítette a tény, hogy ellenfeleik "nem végezték el feladatukat". Ferguson ideje alatt most jutottak legtovább a Bajnokok Ligájában, 28 év után jutottak el újra az elődöntőkig. Tovább nem jutottak, mert kikaptak a német Borussia Dortmundtól. A norvég igazolások, Ole Gunnar Solskjær és Ronny Johnsen jelentős erősítésnek bizonyultak, előbbi a klub házi gólkirálya lett. 1997 májusában Cantona ismertette Fergusonnal döntését, miszerint visszavonul a labdarúgástól. A játékos "kihasználva érezte magát" a United merchandising osztálya miatt és megkérdőjelezte a klub ambícióit, az okokat a skót mester megértette. Cantona helyére igazolták a csatár Teddy Sheringhamet a Tottenhamtól, a másik nagy nyári igazolás a Blackburn védője, Henning Berg volt. A felkészülési szezonban a United Keane-t jelölte a csapatkapitányi pozícióba. Ferguson a "legjobb mindenes játékosként" jellemezte az 1997-es angol labdarúgó-szuperkupa-győzelem után, szerinte "minden képessége megvan, hogy Cantona örökébe lépjen".
1997 szeptemberében kikaptak a Leeds Unitedtől, ez volt az első bajnoki vereségük 7 hónap óta, Keane ráadásul rossz mozdulata miatt az egész szezonra kidőlt keresztszalag-szakadás miatt. Sérülése alatt Schmeichel lett a csapatkapitány. Novemberben négypontos előnyt szereztek, mindenki arról beszélt, melyik csapat állíthatja meg őket. Miután ugyanebben a hónapban kikaptak az Arsenaltól, Ferguson arról beszélt, az egylovas verseny "nem jó a játéknak", ellenfelét is dicsérte: "... a második félidei játékuk alapján megérdemelték a győzelmet". A United kihívói, a Liverpool, a Chelsea és a Blackburn Rovers sorra botlottak, a télen már 11 ponttal vezettek Fergusonék. Ez elég volt a manchesteri bukmékernek, Fred Donenak, hogy a nem a United bajnoki címére fogadóknak visszaadja a pénzüket. A United a többi sorozatban gyengén teljesített, az FA-kupában újrajátszásban estek ki a Barnsley ellen, a Bajnokok Ligája negyeddöntőjében az AS Monaco idegenben lőtt gólokkal állította meg őket.
Az Arsenal márciusban ledolgozta hátrányát, a korábban a United által is szerződtetni akart szélsőjük, Marc Overmars Old Traffordi győztes góljával saját kezükbe vették a sorsukat. Ferguson mérges volt csapata teljesítménye miatt, de biztos volt benne, "... az Arsenal a szezon vége felé elkezd pontokat veszíteni – ez nem kérdéses". Az Arsenal a továbbiakban maximumpontszámot gyűjtött, a bajnoki címet 1998. május 3-án az Everton legyőzésével biztosították be. Ferguson gratulált az ellenfelet edző Arsène Wengernek, aki első teljes arsenálos szezonjában duplázni tudott: "Úgy hiszem, fiatal játékosainknak jót tesz, hogy elszalasztották ezt az esélyt. Elismerem, az Arsenal a karácsony és a szezon vége között jobb volt." A United nem sokkal ezután 10,75 millió fontot fizetett a PSV hátvédjéért, Jaap Stamért, Ferguson már sokadszor döntötte meg a klubrekordot. Ferguson szerette volna a támadószekciót is megerősíteni, céljainak leginkább az Aston Villa játékosa, Dwight Yorke felelt meg. Elsőre nem sikerült leigazolni, a skót szakember a 10 milliós összeg emelését kérte. A bajnoki kezdet előtt egy héttel 12,6 millióért sikerült szerződtetni, percekkel a Bajnokok Ligája nevezési határidejének lejárta előtt.

### 1998–99: Tripla
A United az 1998–99-es szezont egy Arsenal elleni 3–0-s szuperkupa-vereséggel indította. A vereség nem idegesítette különösebben Fergusont, 1998 szeptemberében így jellemezte a meccset: "Sokkal kevésbé tolerálható dolgok is vannak." 1998 decemberében Kidd elhagyta a segédedzői posztot és a Blackburn menedzsere lett. Ferguson megkérdezte Eric Harrisont és Les Kershawt az ideális asszisztensről, aki ideális utód lesz "edzői képességben és munkamorálban". Mindketten Steve McClarent, Jim White asszisztensét a Derby Countynál ajánlották. McClaren volt Ferguson első választása, 1999 februárjában egyeztek meg. Első közös meccsük a a Nottingham Forest 8–1-es legyőzése volt.

### Visszavonulása
Sir Alex Ferguson 2013. május 8-án bejelentette, hogy visszavonul az edzősködéstől és a Manchester United vezetőségi tagjaként illetve nagyköveteként fog tovább dolgozni. 

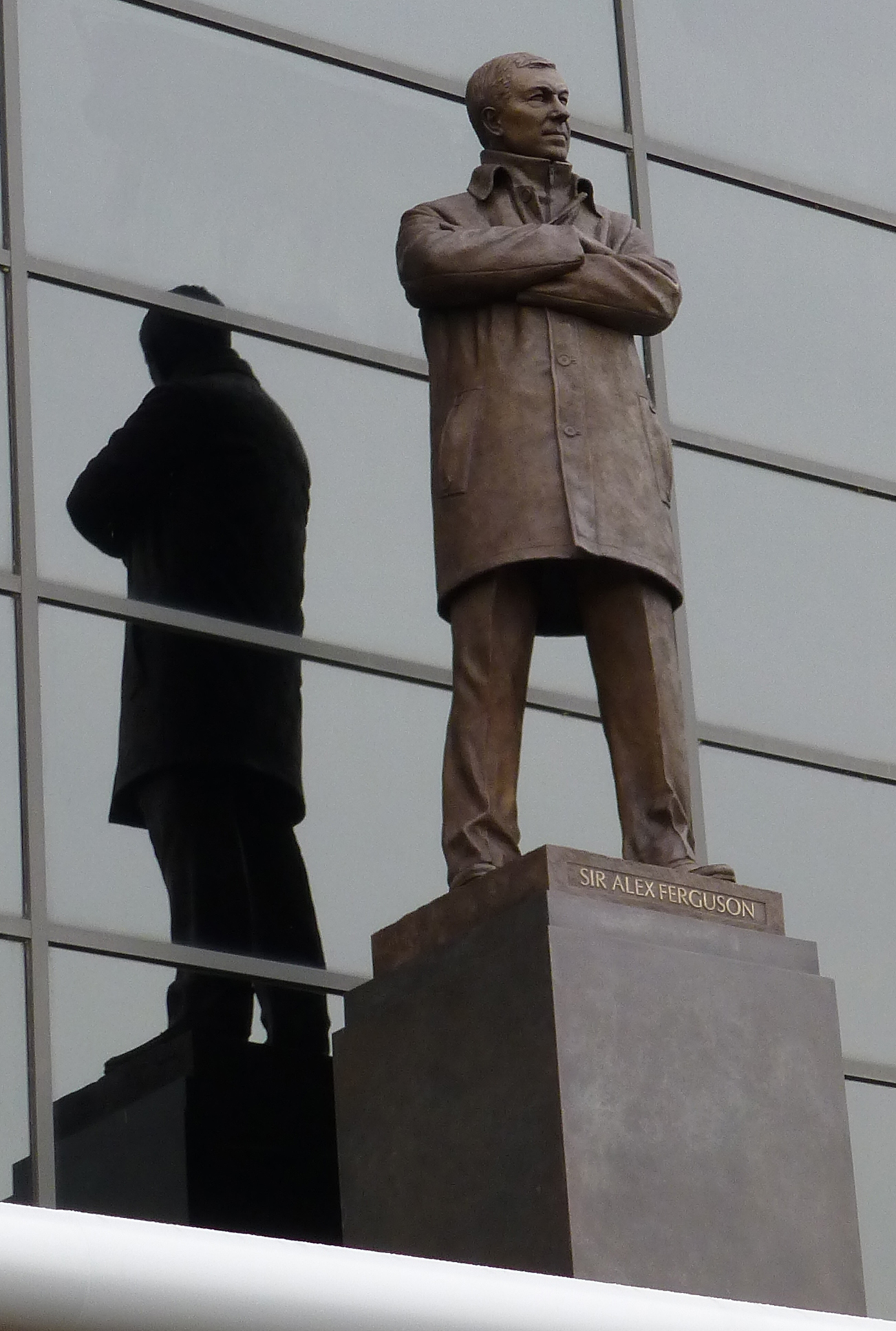
Sir Alex Ferguson szobor az Old Trafford előtt

 Az Old Trafford előtt szobrot állítottak a tiszteletére.

### Taktikája
Ferguson nagy gondot fordít a fiatalabb generációra.

#### Angliai sikerei
- Bajnoki címei: 1993, 1994, 1996, 1997, 1999, 2000, 2001, 2003, 2007, 2008, 2009, 2011, 2013
- FA Kupa: 1990, 1994, 1996, 1999, 2004
- Ligakupa: 1992, 2006, 2009, 2010
- FA Charity/Community Shield: 1990 (megosztva), 1993, 1994, 1996, 1997, 2003, 2007, 2010, 2011

#### Kupadöntői a Manchester United-del
- Bajnokok Ligája: 1999 – MU–Bayern München 2–1 (0–1); 2008 - MU–Chelsea 1-1 (1-1) 11-esekkel: 6-5; 2009 - Barcelona-MU 2-0 (1-0); 2011 - Barcelona-MU 3-1 (1-1)
- KEK: 1991 – MU–Barcelona 2–1 (0–0)
- Európai Szuperkupa: 1991 – MU–Crvena Zvezda 1–0 (0–0); 1999 – Lazio–MU 1–0 (1–0);2008 - Zenit Szentpétervár - MU 2-1 (1-0)
- Klub Világkupa: 1999 – MU–Palmeiras 1–0 (1–0), 2008 – MU–LDU Quito (Liga Deportiva Universitaria de Quito) 1–0
- FA Kupa: 1990 – MU–Crystal Palace 3–3 (1–1); MU–Crystal Palace 1–0 (0–0); 1994 – MU–Chelsea 4–0 (0–0); 1995 – Everton–MU 1–0 (1–0); 1996 – MU–Liverpool 1–0 (0–0), 1999 – MU–Newcastle United 2–0 (1–0); 2004 – MU–Millwall 3–0 (1–0); 2005 – Arsenal–MU 0–0, 11-esekkel: 5–4
- Ligakupa: 1992 – MU–Nottingham Forest 1–0 (1–0); 1994 – Aston Villa–MU 3–1 (1–0); 2003 – Liverpool–MU 2–0 (1–0); 2006 – MU–Wigan 4–0 (1–0); 2009 – MU–Tottenham Hotspur 0–0, tizenegyesekkel: 4–1; 2010 - Aston Villa-MU 1-2 (1-0)
- FA Charity/Community Shield: 1990 – MU–Liverpool 1–1 (0–0); 1993 – MU–Arsenal 1–1 (1–1), 11-esekkel: 5–4; 1994 – MU–Blackburn 2–0 (1–0); 1996 – MU–Newcastle United4–0 (2–0); 1997 – MU–Chelsea 1–1 (0–0), 11-esekkel: 4–2; 1998 – Arsenal–MU 3–0 (1–0); 1999 – Arsenal–MU 2–1 (0–1); 2000 – Chelsea–MU 2–0 (1–0); 2001 – Liverpool–MU 2–1 (2–0); 2003 – MU–Arsenal 1–1 (1–1), 11-esekkel: 4–3; 2007 - MU-Chelsea 1-1 (1-1), 11-esekkel: 3-0; 2008 - MU-Portsmouth 0-0 11-esekkel: 3-1; 2010 - Chelsea-MU 1-3 (0-1); 2011 - Manchester United 3 - 2 Manchester City

## Játékos-statisztika
| Klub                 | Szezon           | Liga            | Liga  | Skót kupa       | Skót kupa | Skót ligakupa   | Skót ligakupa | Európai         | Európai | összesen        | összesen |
| Klub                 | Szezon           | Pályára lépések | Gólok | Pályára lépések | Gólok     | Pályára lépések | Gólok         | Pályára lépések | Gólok   | Pályára lépések | Gólok    |
| -------------------- | ---------------- | --------------- | ----- | --------------- | --------- | --------------- | ------------- | --------------- | ------- | --------------- | -------- |
| Queen’s Park         |                  |                 |       |                 |           |                 |               |                 |         |                 |          |
| 1958–1959            | 8                | 4               |       |                 |           |                 | –             | –               | 8       | 4               |          |
| 1959–1960            | 23               | 11              |       |                 |           |                 | –             | –               | 23      | 11              |          |
| Összesen             | 31               | 15              |       |                 |           |                 | –             | –               | 31      | 15              |          |
| St Johnstone         | 1960–1961        |                 |       |                 |           |                 |               | –               | –       |                 |          |
| St Johnstone         | 1961–1962        |                 |       |                 |           |                 |               | –               | –       |                 |          |
| St Johnstone         | 1962–1963        |                 |       |                 |           |                 |               | –               | –       |                 |          |
| St Johnstone         | 1963–1964        |                 |       |                 |           |                 |               | –               | –       |                 |          |
| St Johnstone         | Összesen         | 37              | 19    |                 |           |                 |               | –               | –       |                 |          |
| Dunfermline Athletic | 1964–1965        |                 |       |                 |           |                 |               |                 |         |                 |          |
| Dunfermline Athletic | 1965–1966        |                 |       |                 |           |                 |               |                 |         |                 |          |
| Dunfermline Athletic | 1966–1967        |                 |       |                 |           |                 |               |                 |         |                 |          |
| Dunfermline Athletic | összesen         | 89              | 66    |                 |           |                 |               |                 |         |                 |          |
| Rangers              | 1967–1968        | 29              | 19    | 5               | 0         | 6               | 2             | 6               | 3       | 46              | 24       |
| Rangers              | 1968–1969        | 12              | 6     | 1               | 0         | 4               | 2             | 3               | 3       | 20              | 11       |
| Rangers              | összesen         | 41              | 25    | 6               | 0         | 10              | 4             | 9               | 6       | 66              | 35       |
| Falkirk              | 1969–1970        | 21              | 15    | 3               | 3         |                 |               | –               | –       |                 |          |
| Falkirk              | 1970–1971        | 28              | 13    | 0               | 0         |                 |               | –               | –       |                 |          |
| Falkirk              | 1971–1972        | 28              | 9     | 2               | 1         | 9               | 4             | –               | –       | 39              | 14       |
| Falkirk              | 1972–1973        | 18              | 0     | 2               | 1         | 0               | 0             | –               | –       | 20              | 1        |
| Falkirk              | összesen         | 95              | 37    | 7               | 5         |                 |               | –               | –       |                 |          |
| Ayr United           | 1973–1974        | 24              | 9     | 4               | 1         | 0               | 0             | –               | –       | 28              | 10       |
| Ayr United           | összesen         | 24              | 9     | 4               | 1         | 0               | 0             | –               | –       | 28              | 10       |
| Karrier összesen     | Karrier összesen | 317             | 171   |                 |           |                 |               | 6               | 0       |                 |          |

## Edzői statisztika
| East Stirlingshire | SCO      | 1974. június      | 1974. október     | 17   | 9    | 2   | 6   | 52.9 |
| St. Mirren         | SCO      | 1974. október     | 1978. május       | 169  | 74   | 41  | 54  | 43.8 |
| Aberdeen           | SCO      | 1978. június      | 1986. november 6. | 459  | 272  | 105 | 82  | 59.3 |
| Skócia             | SCO      | 1985. október 1.  | 1986. június 30.  | 10   | 3    | 4   | 3   | 30.0 |
| Manchester United  | ENG      | 1986. november 6. | 2013. május 19.   | 1500 | 895  | 338 | 267 | 59.7 |
| összesen           | összesen | összesen          | összesen          | 2155 | 1253 | 490 | 412 | 58.1 |

## Díjak és elismerések

### Játékosként
St. Johnstone
- Skót másodosztály: 1962–1963

Falkirk
- Skót másodosztály: 1969–1970

Egyéni
- Skót első osztály gólkirálya: 1965–1966
- Dunfermline Athletic Hírességek Csarnoka: 2006–2007
- Queen’s Park Lifetime Membership Award: 2012. október

### Edzőként
St. Mirren
- Skót bajnok: 1976–1977

Aberdeen
- Skót bajnok: 1979–1980, 1983–1984, 1984–1985
- Skót kupa: 1981–1982, 1982–1983, 1983–1984, 1985–1986
- Skót ligakupa: 1985–1986
- Drybrough-kupa: 1980
- Kupagyőztesek Európa-kupája: 1982–1983
- Európai szuperkupa: 1983

Manchester United
- Angol bajnok: 1992–1993, 1993–1994, 1995–1996, 1996–1997, 1998–1999, 1999–2000, 2000–2001, 2002–2003, 2006–2007, 2007–2008, 2008–2009, 2010–2011, 2012–2013
- FA-Kupa: 1989–1990, 1993–1994, 1995–1996, 1998–1999, 2003–2004
- Angol ligakupa: 1991–1992, 2005–2006, 2008–2009, 2009–2010
- Angol szuperkupa: 1990 (megosztva), 1993, 1994, 1996, 1997, 2003, 2007, 2008, 2010, 2011
- UEFA-bajnokok ligája
  - győztes: 1998–1999, 2007–2008
  - ezüstérmes: 2008–2009, 2010–2011
- Kupagyőztesek Európa-kupája: 1990–1991
- Európai szuperkupa: 1991
- Interkontinentális kupa: 1999
- FIFA-klubvilágbajnokság: 2008

Egyéni
- LMA – Az évtized edzője: 1990-es évek
- LMA – Az év edzője (rekord): 1992–1993, 1998–1999, 2007–2008, 2010–2011, 2012–2013
- LMA Életmű-díj: 2009, 2011
- Premier League – A szezon menedzsere (rekord): 1993–1994, 1995–1996, 1996–1997, 1998–1999, 1999–2000, 2002–2003, 2006–2007, 2007–2008, 2008–2009, 2010–2011, 2012–2013
- Premier League – A hónap edzője díj (rekord): 1993. augusztus, 1994. október, 1996. február, 1996. március, 1997. február, 1997. október, 1999. január, 1999. április, 1999. augusztus, 2000. március, 2000. április, 2001. február, 2003. április, 2003. december, 2005. február, 2006. március, 2006. augusztus, 2006. október, 2007. február, 2008. január, 2008. március, 2009. január, 2009. április, 2009. szeptember, 2011. január, 2011. augusztus, 2012. október
- UEFA – Az év edzője: 1998–99
- UEFA – Az év csapata: 2007, 2008
- Onze d’Or – Az év edzője: 1999, 2007, 2008
- World Soccer – Az év menedzsere: 1993, 1999, 2007, 2008
- Az év európai edzője—Alf Ramsey-díj: 2008
- IFFHS – A világ legjobb klubedzője: 1999, 2008
- IFFHS – A 21. század legjobb edzője: 2012
- IFFHS – Minden idők legjobb menedzsere 1996–2020
- Laureus World Sports Award – Az év csapata: 2000
- BBC Az év sportszemélyisége – Edző: 1999
- BBC Sportszemélyiség – Az év csapata: 1999
- BBC Az év sportszemélyisége – Életmű díj: 2001
- World Soccer – Minden idők legjobb menedzsere: 2013
- ESPN – Minden idők legjobb menedzsere: 2013
- France Football – Minden idők második legjobb menedzsere: 2019
- Sports Illustrated – Minden idők legjobb menedzsere: 2019
- Globe Soccer – Az évszázad edzője (2001–2020)
- BBC Sportszemélyiség – Gyémántdíj: 2013
- Angol Labdarúgás Hírességek Csarnoka: 2002
- Skót Labdarúgás Hírességek Csarnoka: 2004
- Európai Labdarúgás Hírességek Csarnoka: 2008
- FIFA elnöki díj: 2011
- Premier League 10. évfordulós díjátadó (1992–1993 – 2001–2002)
  - Az évtized menedzsere
  - Legtöbb edzett mérkőzés (392 mérkőzés)
- Premier League 20. évfordulós díjátadó (1992–1993 – 2011–2012)
  - Legjobb menedzser
- FWA Emlékdíj: 1996
- PFA Életmű-díj: 2007
- Premier League Életmű-díj: 2012–2013
- Mussabini-medál: 1999
- SFA Életmű-díj: 1985
- VCGB – Az év skót sportszemélyisége: 1983
- Az év skót sportszemélyisége: 1979–80, 1982–83
- Premier League Hírességek Csarnoka: 2023

### Kitüntetések
- A Brit Birodalom Rendje tisztje (OBE): 1985
- A Brit Birodalom Rendje parancsnoka (CBE): 1995
- A Brit Birodalom Rendje lovagrenden kívüli lovagja (Kt.): 1999
- Aberdeen városa kitüntetése: 1999
- Glasgow városa kitüntetése: 1999
- Manchester városa kitüntetése: 2000
- Trafford kerülete kitüntetése: 2013

### Díszdoktorátusok
Az nem ismert, hogy Ferguson pontosan hány díszdoktori címet kapott élete során, de ezek közé tartozott tartozott:
| Dátum             | Egyetem                          | Diploma                        |
| ----------------- | -------------------------------- | ------------------------------ |
| 1996              | Salfordi Egyetem                 | Művészeti mesterdiploma (MA)   |
| 1997. december    | Robert Gordon University         | Jogi doktorátus (LL.D)         |
| 2001              | Glasgow Caledonian University    | Doktorátus                     |
| 2002              | St. Andrews-i Egyetem            | Doktorátus                     |
| 2009              | Manchesteri Metropolitan Egyetem | Üzletvezetési doktorátus (DBA) |
| 2011. június 29.  | Stirlingi Egyetem                | Egyetem doktora (D.Univ)       |
| 2011. október 12. | Manchesteri Egyetem              | Doktorátus                     |
| 2014              | Ulsteri Egyetem                  | Tudományok doktora (D.Sc)      |

## Fordítás
Ez a szócikk részben vagy egészben  az   Alex Ferguson című angol Wikipédia-szócikk fordításán alapul.  Az eredeti cikk szerkesztőit annak laptörténete sorolja fel. Ez a jelzés csupán a megfogalmazás eredetét és a szerzői jogokat jelzi, nem szolgál a cikkben szereplő információk forrásmegjelöléseként.